# 慶應義塾大学通信教育課程
慶應義塾大学通信教育課程（けいおうぎじゅくだいがくつうしんきょういくかてい）は、日本の大学通信教育。

## 概要
1948年（昭和23年）に学校法人・慶應義塾によって、慶應義塾大学通信教育講座として開講され、1950年（昭和25年）、新制大学通信教育課程として認可を受けた。公益財団法人私立大学通信教育協会に加盟している。文学部、経済学部、法学部の3学部に通信教育課程が置かれている。通信教育部は学部名ではなく、各学部の通信教育課程の実施に当たる組織であり、学務を扱う部署を指す。通信教育課程そのものは、正科生として、各学部の通学課程と同じ学位を取得するため、各学部に属する。学生は所定の単位を修得すれば慶應義塾大学の卒業生として通学課程と同じ学士の学位が授与される。教員組織は通学課程と同じ教員で構成される。知識は特定の人々のものではなく、社会に開かれたものでなくてはならないという考えから、様々な理由で通学しにくい人々に教育を開いていくことを使命としている。

## 取得できる学位
- 文学部：学士（哲学）、学士（美学）、学士（史学）、学士（文学）、学士（図書館・情報学）、学士（人間関係学）
- 経済学部：学士（経済学）
- 法学部：学士（法学）

## 学習方法
卒業所要単位を全て取得し、卒業論文審査と総合面接試問に合格することで学士の学位が授与される。学習方法はテキストを用いた通信方式と一定期間大学に通う通学方式（スクーリング）に分けられる。
テキストを学習し、各科目のレポート課題によりレポートを作成し提出する。レポート提出後、当該科目の科目試験への受験申込が可能となる。各科目において科目試験とレポートの両方に合格することで該当科目の単位を修得することができる。
スクーリングでの単位修得が必須となっており、最低単位修得数は決められている。
開講科目は各キャンパスにより異なる。開催場所は三田キャンパス・日吉キャンパス・慶應大阪シティキャンパスである。インターネットを使用したメディア授業で単位を取得できる科目もある。
通学課程の授業を一年を通して受講する特別なスクーリングもあるが、一定の条件が必要となる。
卒業論文の提出と卒業試験の合格が必修となっている。卒業論文指導は年に2回、対面またはゼミ形式で行われる。最低指導回数は決められている。一定の資格を満たした上で、卒業論文指導の登録手続きが必要となる。また、卒業論文の提出には卒業論文指導教員の許可が必要となる。
卒業論文提出後、卒業試験が行われる。卒業試験は卒業論文審査と総合面接試問からなる。3月卒業予定者は1～2月に、9月卒業予定者は9月に行われる。

## 入学（在籍）
1970年（昭和45年）に入学者への学力考査を廃止して以来、選考における筆記試験はなく、小論文を含む出願書類の審査のみとなっている。入学倍率は公表されていない。
卒業に必要な所用年数は平均で8年程度と公表されている。

## 卒業
- 大学設置基準第七章第三十二条の規定により、通学課程と同様、124単位（総合教育科目（48単位）＋専門教育科目（68単位）＋卒業論文（8単位）、認定単位も含む）が必要となる。
- 予め卒業予定申告書の提出が必要となる。卒業予定申告書には卒業論文指導教員の署名捺印が必要である。

## 卒業後
- 3月卒業者も9月卒業者も、卒業式は3月に通学課程と合同で行われる。学位記授与は通信教育課程のみで通信教育部長から渡される。
- 学位記（卒業証書）は通学課程と同様のものが授与される[8]
- 大学側が公式に行っていることは学位授与とそれに伴う教職課程であるため、大学側による就職のサポートは行っていない[9]。
- 卒業生は通学課程と同様に各三田会や慶應SNSへの参加資格が与えられる。
- 在学中は慶應カードへの入会が不可、『塾』の送付が無いなど各種制限があるが、卒業後は通学課程と同様に各サービスへの申請が可能となる。

## 各証明書
- 書類様式は全て通学課程と異なる。各証明書を入れる封筒も異なる。
- 卒業証明書は「本塾大学〇〇学部を卒業」の表記となっている。
- 在学中の証明となるため、成績証明書には（通信教育課程）の表記が記載されている。

## 教職課程
慶應義塾大学通信教育課程では、慶應義塾大学（通信教育課程・通学課程）卒業生または慶應義塾大学大学院修了者のみを対象とし、教職課程科目等履修生として教育職員免許状取得に必要な科目を履修することができる制度を設けている。

## 教職課程で取得できる免許状の種類と教科
- 文学部：中学校教諭1種（国語・社会・英語）、高等学校教諭1種（国語・地理歴史・公民・英語）
- 経済学部：中学校教諭1種（社会）、高等学校教諭1種（地理歴史・公民）
- 法学部：中学校教諭1種（社会）、高等学校教諭1種（地理歴史、公民）

## 著名な卒業生
※中途退学した者は記載しない。

※その他、大学通信教育の大学通信教育を経て学位を取得した著名人も参照のこと。
- 古川俊治：文学部・法学部（通学課程）医学部卒業、医師・医学博士（慶應義塾大学）・弁護士・政治家（元慶應義塾大学教授）
- 水野晴郎：文学部卒業、映画評論家
- 三好京三：文学部卒業、小説家
- 本間千代子：文学部卒業、歌手・女優
- 稲川素子：文学部卒業、芸能プロモーター
- 今高城治：文学部卒業、作家・獨協医科大学医学部小児科学准教授
- 齋藤ゆみ：文学部卒業、看護学者、博士（自治医科大学）、元京都大学大学院医学研究科教授
- ルイ・フランセン：文学部卒業、芸術家
- 高部知子：文学部卒業、俳優、作家、精神保健福祉士（元わらべ）
- 柳川範之：経済学部卒業、経済学者、博士（東京大学）、東京大学大学院経済学研究科教授
- 加納時男：経済学部卒業、政治家（元国土交通副大臣）
- 平山幸司：法学部卒業、政治家（元参議院議員）
- 矢口敦子：文学部卒業、小説家